# Església vella de Xert
L'església vella de l'Assumpció de Xert, d'estil renaixentista amb vestigis gòtics, és un temple catòlic situat al centre històric de la població, seu d'una parròquia del bisbat de Tortosa fins a 1962, en què es va inaugurar la nova església de l'Assumpció, en la zona plana de la població.
En aquest edifici encara s'hi celebren alguns actes religiosos, i a vegades, culturals, com concerts i exposicions. Està qualificat com a Bé de Rellevància Local amb la categoria de Monument d'Interès Local.

## Història
En les darreries del segle xiii, al mig del nucli primitiu de la població, es construeix una església del tipus de conquesta, la qual coneixem per informacions documentals des de 1389 i per l'arc apuntat que recolza el cor. Al segle xv se substitueix la primitiva coberta de fusta per una volta de creueria i es construeix l'actual portada lateral i la primitiva sagristia.

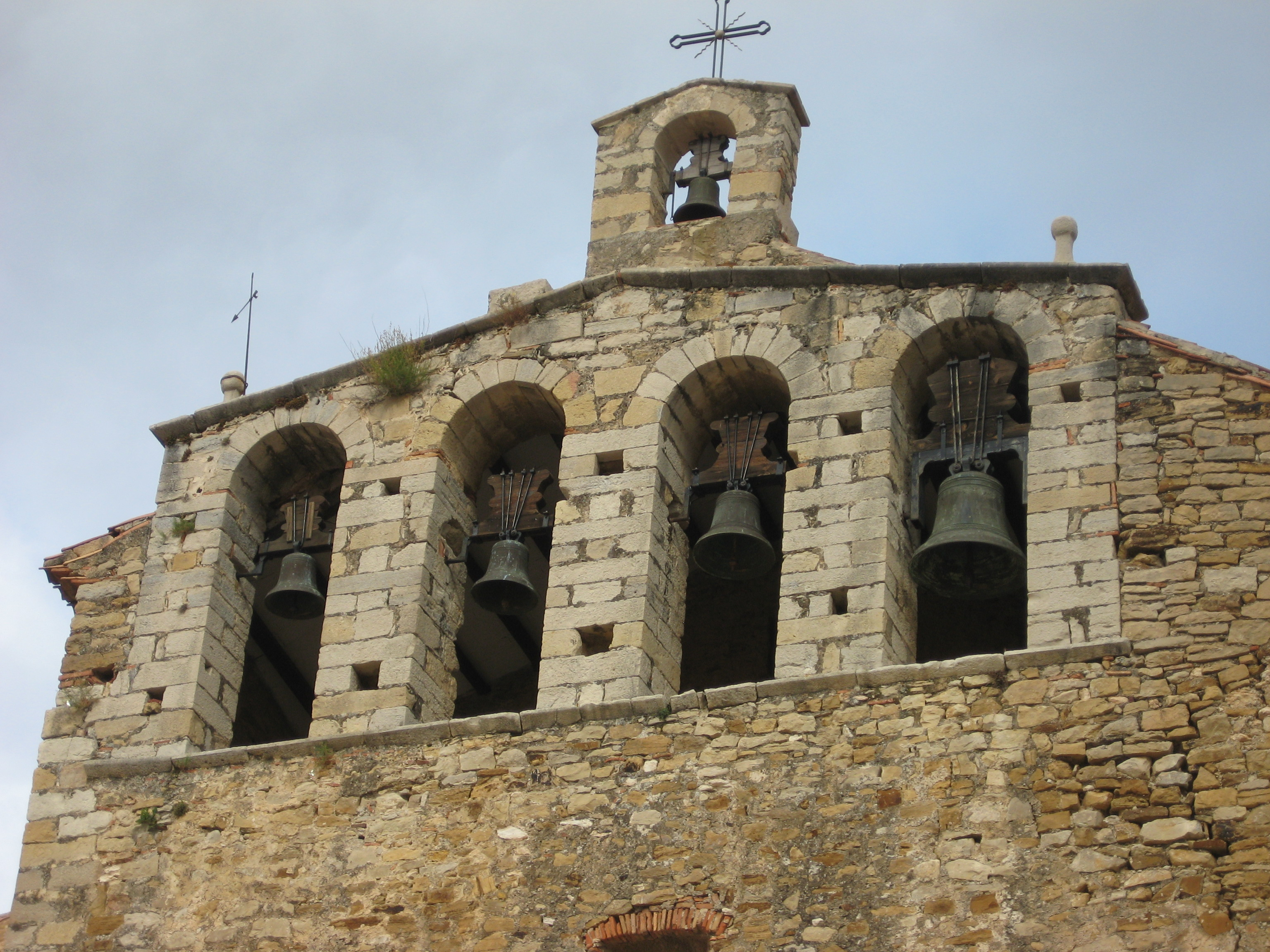

En 1638 s'inicia una gran reforma arquitectònica del temple, dirigides les obres per Esteve Ganaut, qui inverteix l'orientació interna amb la construcció d'un nou absis poligonal en els peus del temple, rodejat amb sagristies i transagrari, la creació de capelles laterals entre els contraforts, i la reubicació de la portada lateral en la posició actual. Entre 1691 i 1694, pel perill de ruïna de la volta, el mestre d'obres Pau Simó dirigeix la substitució de les tres crugies centrals per una volta de canó amb llunetes, i al mateix temps construeix la capella de la Comunió.
El 7 de gener de 1856 un incendi destrueix el retaule major, l'orgue i provoca altres desperfectes. Poc després, a finals del mateix any, s'encarrega a l'arquitecte Josep Cuenca i Ostalot un projecte per rehabilitar el temple, del qual es conserven 4 plànols que demostren la voluntat de l'arquitecte, i pot ser de la Junta de Fàbrica, de construir una nova església al gust del moment. Aquest projecte és rebutjat per l'Acadèmia de San Fernando per no ajustar-se a les especificacions inicials i pel seu elevat cost. Les obres es reduïren a pal·liar els efectes de l'incendi, i així, amb l'aportació monetària dels veïns, de l'Estat i de la pròpia Isabel II, l'any 1858 queden finalitzades les obres i col·locat un modern retaule neoclàssic.
En la guerra civil es destrueixen tots els retaules i l'arxiu. Aquestes destrosses i el trasllat del nucli urbà cap al pla, decidiren la construcció d'una nova església, inaugurada en 1962, la qual cosa accelerà el deteriorament de l'edifici, llavors anomenat "Església vella". En 1984 s'inicia la rehabilitació de l'edifici, i prompte es crea el "Patronat Pro Restauració Església Vella de Xert" per potenciar aquesta tasca, la qual continua en l'actualitat, on també ha col·laborat la Universitat Jaume I.

## Arquitectura

### Estructura
Església d'una nau de quatre trams amb capelles laterals entre contraforts comunicades entre si, absis vuitavat amb sagristies i transagrari envoltant-lo, cor alt als peus, i capella de la Comunió al costat de l'Epístola. El cobriment del tram de la nau dels peus, algunes capelles laterals i les sagristies, és de volta de creueria; en la resta de la nau, de canó amb llunetes; en les altres capelles laterals, de volta bufada; i en el presbiteri, de volta estrellada.

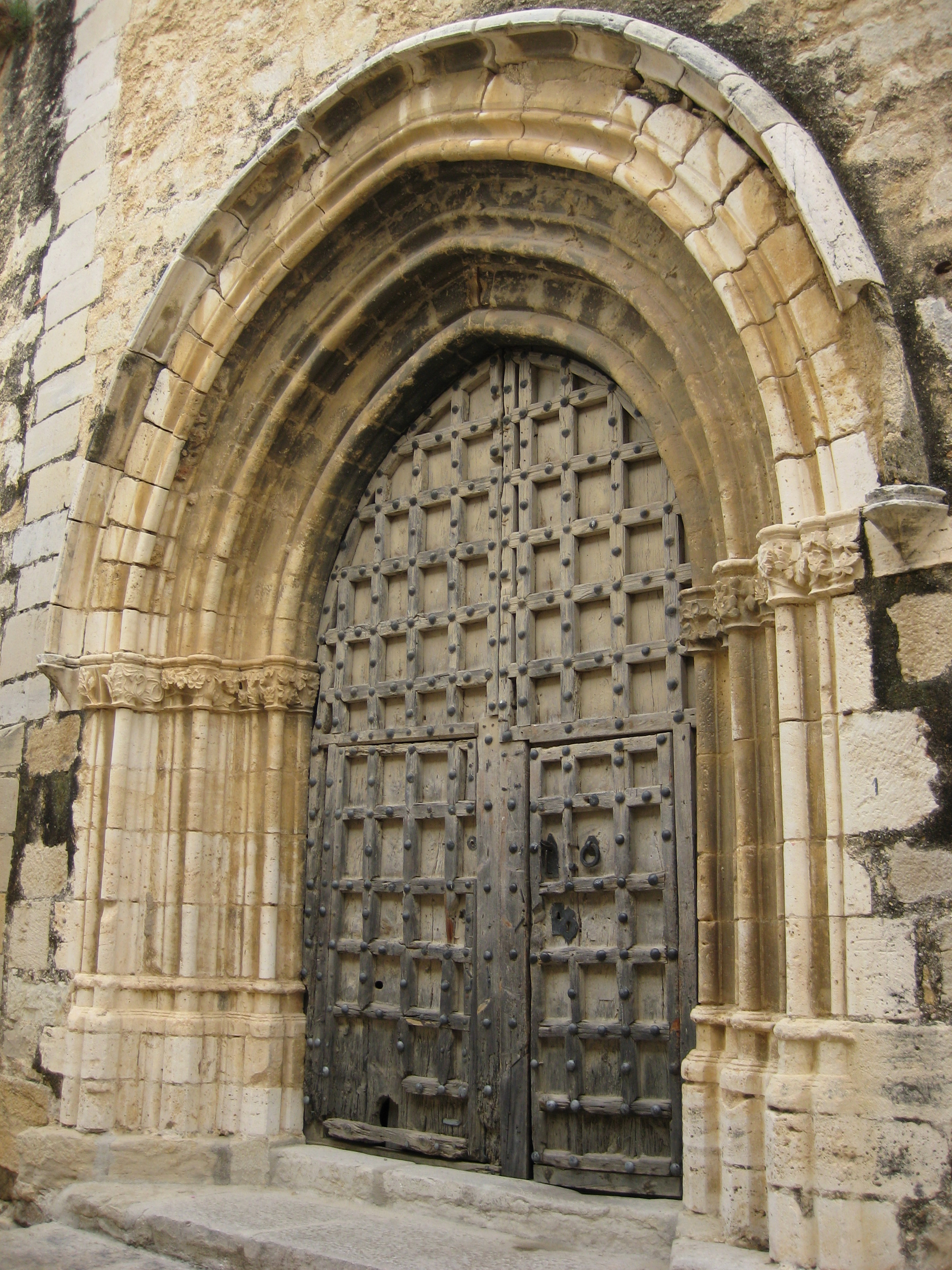
Portada lateral gòtica

### Façanes
La façana principal, clarament inacabada, als peus de l'església, està centrada per una obertura de mig punt amb dovelles de carreus, una finestra sense ornar, al damunt; i remata el frontis, una espadanya de dos cossos, l'inferior amb quatre obertures, i el superior, amb una obertura més menuda.
Al costat de l'Evangeli es troba l'accés més antic, una portada gòtica que es configura per la col·locació en el biaix del mur de dos grups de tres columnes adossades amb pedestal motllurat i base elevada, coronades per capitells decorats amb motius vegetals en alt relleu, formant una banda contínua, que suporten arquivoltes apuntades. Al mur, un arrabà semicircular protegeix els arcs.

### Capella de la Comunió
La capella de la Comunió té planta centralitzada i presenta una ordenació de pilastres i entaulament corregut. Remata el creuer una cúpula sostinguda per petxines, els braços estan coberts per volta de canó i la capçalera per volta de quart d'esfera.